# Liste der Steinkreuze im Landkreis Weißenburg-Gunzenhausen
Diese sortierbare Liste enthält Steinkreuze (Sühnekreuze, Kreuzsteine etc.) des mittelfränkischen Landkreises Weißenburg-Gunzenhausen in Bayern. Die Liste ist möglicherweise unvollständig.
| Bild           | Objekt                          | Kurzbeschreibung | Material  | Abmessungen Höhe:Breite:Dicke | Entstehung          | BLfD-Referenz  | Gemeinde/Stadt                         | Koordinaten                      | Bemerkung |
| -------------- | ------------------------------- | --- | --------- | ----------------------------- | ------------------- | -------------- | -------------------------------------- | -------------------------------- | --------- |
| weitere Bilder | Kreuzstein in Holzingen         | Steinkreuz. siehe auch: Sühnekreuze.de | Sandstein | 105:96:29                     | Spätmittelalterlich | D-5-77-177-526 | Weißenburg in Bayern / Holzingen       | 49° 1′ 20,5″ N, 10° 55′ 21,8″ O  |           |
| weitere Bilder | Steinkreuz bei Kattenhochstatt  | Steinkreuz. siehe auch: Sühnekreuze.de | Sandstein | 74:84:27                      | Mittelalterlich     | D-5-77-177-531 | Weißenburg in Bayern / Kattenhochstatt | 49° 1′ 53,7″ N, 10° 54′ 3,8″ O   |           |
| weitere Bilder | Steinkreuz in Ellingen          | Einzeichnung eines Kreuzes im Kreuzungsfeld, im Stamm eine reparierte Bruchstelle. siehe auch: Sühnekreuze.de                                        | Sandstein | 155:83:31                     | Mittelalterlich     | D-5-77-125-141 | Ellingen                               | 49° 3′ 4,6″ N, 10° 58′ 1,9″ O    |           |
| weitere Bilder | Kreuzstein bei Stopfenheim      | Kreuzstein, rechteckig stehende Steinplatte mit Kreuzrelief. siehe auch: Sühnekreuze.de                                                              | 118:62:17 | Sandstein                     | Spätmittelalterlich | D-5-77-125-190 | Ellingen / Stopfenheim                 | 49° 4′ 33,4″ N, 10° 53′ 4,8″ O   |           |
| weitere Bilder | Kreuzstein in Ettenstatt        | Mittelalterlicher Kreuzstein, wahrscheinlich versetzt. siehe auch: Sühnekreuze.de                                                                    | Sandstein | 116:74:29                     | Mittelalterlich     | D-5-77-127-13  | Ettenstatt                             | 49° 5′ 4,1″ N, 11° 3′ 40,6″ O    |           |
| weitere Bilder | Kreuzstein bei Ettenstatt       | Kreuzstein. siehe auch: Sühnekreuze.de | Sandstein | 125:86:25                     | Mittelalterlich     | D-5-77-127-14  | Ettenstatt                             | 49° 4′ 42,1″ N, 11° 3′ 18,4″ O   |           |
| weitere Bilder | Steinkreuz in Frickenfelden     | Lateinisches Kreuz, alte Abschläge, Kopf gerundet, Schaft repariert, im Kreuzungsfeld Näpfchen. siehe auch: Sühnekreuze.de                           | Sandstein | 115:97:28                     | Mittelalterlich     | D-5-77-136-163 | Gunzenhausen / Frickenfelden           | 49° 7′ 15,1″ N, 10° 47′ 9,3″ O   |           |
| weitere Bilder | Steinkreuz in Unterwurmbach     | Steinkreuz eingesunken, alte Abschläge, ein Arm stark verkürzt. siehe auch: Sühnekreuze.de                                                           | Sandstein | 73:71:25                      | Mittelalterlich     | D-5-77-136-209 | Gunzenhausen / Unterwurmbach           | 49° 6′ 28,3″ N, 10° 43′ 55,3″ O  |           |
| weitere Bilder | Kreuzstein bei Sinderlach       | Kreuzstein, Oberseite gerundet und reliefartiges Kreuz. siehe auch: Sühnekreuze.de                                                                   | Sandstein | 114:96:23                     | Mittelalterlich     | D-5-77-136-226 | Gunzenhausen / Sinderlach              | 49° 8′ 9,4″ N, 10° 46′ 10,2″ O   |           |
| weitere Bilder | Kreuzstein Scheupeleinsmühle    | Verwitterter Kreuzstein. siehe auch: Sühnekreuze.de                                                                                                  | Sandstein | 59:72:22                      | vor 1395            | D-5-77-136-188 | Gunzenhausen / Scheupeleinsmühle       | 49° 6′ 38,5″ N, 10° 44′ 23,2″ O  |           |
|                | Steinkreuz in Oberhambach       | Griechisches Kreuz auf einem Sandsteinsockel, Kopf schräg abgeschlagen. siehe auch: Sühnekreuze.de                                                   | Sandstein | 70:104:32                     | Mittelalterlich     | D-5-77-136-228 | Gunzenhausen / Oberhambach             | 49° 7′ 8,9″ N, 10° 40′ 7,8″ O    |           |
| weitere Bilder | Steinkreuz in Oberwurmbach      | Lateinisches Kreuz, Kopf und Arme stark gerundet. siehe auch: Sühnekreuze.de                                                                         | Sandstein | 113:114:28                    | Mittelalterlich     | D-5-77-136-180 | Gunzenhausen / Oberwurmbach            | 49° 6′ 9,4″ N, 10° 42′ 56,6″ O   |           |
| weitere Bilder | Steinkreuz bei Obererlbach (2)  | Steinkreuz auf Sockel, markante Segmentstützen unterhalb des Querbalkens und Einritzungen. siehe auch: Sühnekreuze.de                                | Sandstein | ?                             | Mittelalterlich     | D-5-77-138-36  | Haundorf / Obererlbach                 | 49° 11′ 51,8″ N, 10° 50′ 15,6″ O |           |
| weitere Bilder | Steinkreuz bei Obererlbach (3)  | Steinkreuz, ein Arm verkürzt und abgerundet. siehe auch: Sühnekreuze.de                                                                              | Sandstein | ?                             | Mittelalterlich     | D-5-77-138-36  | Haundorf / Obererlbach                 | 49° 11′ 51,8″ N, 10° 50′ 15,6″ O |           |
| weitere Bilder | Wolfskreuz                      | Wolfskreuz, Steinkreuz verwittert, Kopf abgeschlagen und wieder aufzementiert, bis zu den Armen in den Boden eingesunken. siehe auch: Sühnekreuze.de | Sandstein | 60:70:20                      | Mittelalterlich     | D-5-77-138-23  | Haundorf / Gräfensteinberg             | 49° 9′ 10,2″ N, 10° 49′ 0,5″ O   |           |
|                | Kreuzstein in Haundorf          | Kreuzstein mit reliefartig herausgearbeitetem Kreuz. siehe auch: Sühnekreuze.de                                                                      | Sandstein | ?                             | Mittelalterlich     | D-5-77-138-26  | Haundorf                               | 49° 10′ 51,3″ N, 10° 44′ 55,4″ O |           |
| weitere Bilder | Steinkreuz bei Obererlbach (1)  | Kreuz ist in den Boden eingesunken, ein Arm fehlt, Einritzungen. siehe auch: Sühnekreuze.de                                                          | Sandstein | ?                             | Mittelalterlich     | D-5-77-138-36  | Haundorf / Obererlbach                 | 49° 11′ 51,1″ N, 10° 50′ 12,9″ O |           |
| weitere Bilder | Kreuzstein in Höttingen         | Kreuzstein. siehe auch: Sühnekreuze.de | Sandstein | 150:90:25                     | Spätmittelalterlich | D-5-77-141-13  | Höttingen                              | 49° 3′ 46″ N, 11° 0′ 18,9″ O     |           |
| weitere Bilder | Steinkreuz bei Markt Berolzheim | Steinkreuz. siehe auch: Sühnekreuze.de | Kalkstein | 93:43:24                      | Mittelalterlich     | D-5-77-149-29  | Markt Berolzheim                       | 49° 0′ 26,5″ N, 10° 51′ 6,1″ O   |           |
| weitere Bilder | Steinkreuz bei Meinheim         | Steinkreuz, schlechter Zustand, linker Arm fehlt. siehe auch: Sühnekreuze.de                                                                         | Sandstein | ?                             | Mittelalterlich     | D-5-77-150-22  | Meinheim                               | 49° 2′ 0,8″ N, 10° 49′ 1,9″ O    |           |
|                | Steinkreuz in Gersdorf          | Steinkreuz. siehe auch: Sühnekreuze.de | ?         | ?                             | Mittelalterlich     | D-5-77-151-36  | Nennslingen / Gersdorf                 | 49° 1′ 58,2″ N, 11° 9′ 23,6″ O   |           |
| weitere Bilder | Steinkreuz bei Pappenheim (1)   | Antoniuskreuz-Form. siehe auch: Sühnekreuze.de | Kalkstein | 65:59:15                      | 15.–16. Jahrhundert | D-5-77-158-9   | Pappenheim                             | 48° 55′ 44″ N, 10° 57′ 52,1″ O   |           |
| weitere Bilder | Steinkreuz bei Pappenheim (2)   | Steinkreuz mit vier kräftigen Segmentstützen. siehe auch: Sühnekreuze.de                                                                             | Kalkstein | 111:66:17                     | um 1620             | D-5-77-158-9   | Pappenheim                             | 48° 55′ 44″ N, 10° 57′ 52,1″ O   |           |
| weitere Bilder | Steinkreuz bei Pappenheim (3)   | Antoniuskreuz-Form. siehe auch: Sühnekreuze.de | Kalkstein | 64:43:17                      | um 1400             | D-5-77-158-9   | Pappenheim                             | 48° 55′ 44″ N, 10° 57′ 52,1″ O   |           |
| weitere Bilder | Freikreuz                       | Steinkreuz, Kopfstück hat eine Dicke 17 cm und verbreitert sich zum Boden hin. siehe auch: Sühnekreuze.de                                            | Kalkstein | 125:77:27                     | Spätmittelalterlich | D-5-77-158-152 | Pappenheim / Bieswang                  | 48° 55′ 40,4″ N, 11° 2′ 25,7″ O  |           |
| weitere Bilder | Steinkreuz in Ramsberg (1)      | Steinkreuz. siehe auch: Sühnekreuze.de | Sandstein | ?                             | 17. Jahrhundert     | D-5-77-161-97  | Pleinfeld / Ramsberg am Brombachsee    | 49° 7′ 0,3″ N, 10° 55′ 37,8″ O   |           |
| weitere Bilder | Steinkreuz in Ramsberg (2)      | Steinkreuz. siehe auch: Sühnekreuze.de | Sandstein | ?                             | 17. Jahrhundert     | D-5-77-161-97  | Pleinfeld / Ramsberg am Brombachsee    | 49° 7′ 0,3″ N, 10° 55′ 37,8″ O   |           |
| weitere Bilder | Kreuzstein in Ursheim           | Steinkreuz. siehe auch: Sühnekreuze.de | Sandstein | 112:100:27                    | Mittelalterlich     | D-5-77-162-46  | Polsingen / Ursheim                    | 48° 56′ 11,6″ N, 10° 42′ 40,4″ O |           |
| weitere Bilder | Steinkreuz in Oberappenberg     | Steinkreuz. siehe auch: Sühnekreuze.de | Sandstein | 80:80:24                      | Mittelalterlich     | D-5-77-162-29  | Polsingen / Oberappenberg              | 48° 57′ 7,2″ N, 10° 42′ 0″ O     |           |
|                | Steinkreuz in Raitenbuch        | Steinkreuz. siehe auch: Sühnekreuze.de | ?         | ?                             | Bezeichnet 1845     | D-5-77-163-35  | Raitenbuch                             | 49° 0′ 54,2″ N, 11° 7′ 49″ O     |           |
| weitere Bilder | Steinkreuz bei Theilenhofen     | Steinkreuz, unförmig und verwittert. siehe auch: Sühnekreuze.de                                                                                      | Sandstein | 109:66:42                     | Mittelalterlich     | D-5-77-172-1   | Theilenhofen                           | 49° 3′ 57,1″ N, 10° 51′ 24,6″ O  |           |
| weitere Bilder | Kreuzstein bei Ostheim          | Kreuzstein, verwittert mit Einkerbungen. siehe auch: Sühnekreuze.de                                                                                  | Sandstein | 60:50:15                      | Mittelalterlich     | D-5-77-179-36  | Westheim / Ostheim                     | 49° 2′ 19,9″ N, 10° 41′ 34″ O    |           |

## Abgängige Steinkreuze
Diese Steinkreuze sind in der Literatur erwähnt aber bisher abgängig oder nicht mehr auffindbar.
- Steinkreuz in Stopfenheim. Im Stopfenheimer Heimatbuch "1100 Jahre Heimatgeschichte" erwähnt.
- Steinkreuz in Pfofeld. Mittelalterlich, befindet sich bei der Heilig-Kreuz-Kapelle. Ursprünglich war es als Baudenkmal D-5-77-159-16 ausgewiesen.
- Steinkreuz in Langenaltheim. Wohl mittelalterlich an der Staatsstraße an der Abzweigung nach Übermatzhofen. Ursprünglich war es als Baudenkmal D-5-77-148-29 ausgewiesen.